# Berni Goldblat
Berni Goldblat né en 1970 à Stockholm, est un cinéaste suisse d'origine polonaise et suisse. Ayant grandi en Suède, il s'installe au Burkina Faso à la fin des années 1990, où il réside à Bobo-Dioulasso.

## Biographie
Il est réalisateur, producteur, distributeur et critique de cinéma né d'un père polonais et d'une mère suisse. Il est naturalisé citoyen burkinabé.

## Carrière
Il est l'auteur de nombreux films documentaires réalisés principalement au Burkina Faso. En 2000, il fonde, avec Daphné Serelle, Cinomade, une association basée au Burkina Faso dont l'objectif est la création et la diffusion d'outils de sensibilisation, notamment par le cinéma. Il crée également «Les films du Djabadjah», une société de production audiovisuelle également basée au Burkina Faso. Il se fait connaître pour son engagement dans la reconstruction du Ciné Guimbi à Bobo-Dioulasso et pour son documentaire "Ceux de la colline" sur les orpailleurs en 2009. Il est diffusé dans une cinquantaine de festivals internationaux. Pendant dix ans, il est membre du jury des Africa Movie Academy Awards. Son dernier film, "Wallay" (2017), est basé sur un scénario de David Bouchet, avec une bande originale signée Vincent Ségal. Le film met en vedette Makan Nathan Diarra, Ibrahim Koma, Hamadoun Kassogué, Mounira Kankolé, Joséphine Kaboré...

## Filmographie

### Documentaires

#### Réalisateur
- 2002: I don’t understand » Perceptions n°1, 10′
- 2004: Tiim
- 2005: La guerre des sexes » (Trilogie le micro à ta portée), 42'
- 2005: Affaire de caoutchouc » (Trilogie le micro à ta portée), 34′
- 2005: Sida palabres » (Trilogie le micro à ta portée), 23′
- 2006: Love Woes (Des maux d’amour), 33′
- 2006: Mokili
- 2007: Le Duo de film (le micro à ta portée)
- 2007: L’amour etc, 39′
- 2007: Sid Attitudes, 20′
- 2009: The Hillside Crowd
- 2015: Ciné Guimbi souvenirs, 12′

#### co-réalisé avec Daphné Serelle
- 1999: Burongabu mo, 20'[5]
- 1999: Baluo be tenne, 26′
- 2000: Safari bila albasi, 30′
- 2000: Japhaf Djafoul, 23'
- 2000: Intchénte bim cu nobas frésco, 29′
- 2000: Saa mana bo i ka bere woloma, 30'
- 2000: Pikiri jugu » vidéo troupe théâtrale Psy, 40′
- 2001: De Zégoua à Gossi, 29′
- 2001: Doni-doni b'an bela (Nous avons tous une part de responsabilité), 35'
- 2001: Japhaf Impressions, 26′

#### Documentaire long métrage
- 2010 : Ceux de la colline, 72'
- 2015 : Lumiére d'octobre[6]
- 2017 : Wallay[7], 85'

### Fiction

#### Fiction court métrage
- 2004 : Fiston du ghetto, 32'

#### Fiction long métrage
- 2006 : Mokili, 83′

### Producteur
- 2011: Sibi, l'âme du violon
- 2009 : Ti-Tiimou (Nos sols), de Michel K Zongo
- 2011 : BENE, la production du sésame au Burkina Faso[8]
- 2017 : Vivre riche, de Joël AKAFOU[9]
- 2021 : Gardérie nocture, de Moumouni SANOU[10]

### Monteur
- 2000 : Sibi, l'âme du violon

## Engagement social
Berni occupe le poste de président au sein de l'Association de Soutien du Cinéma au Burkina Faso (ASCBF), une organisation porteuse du projet "Il Faut Sauver le Ciné Guimbi", une initiative visant à sauvegarder et à revitaliser le Ciné Guimbi.